# Йо-Йо Ма

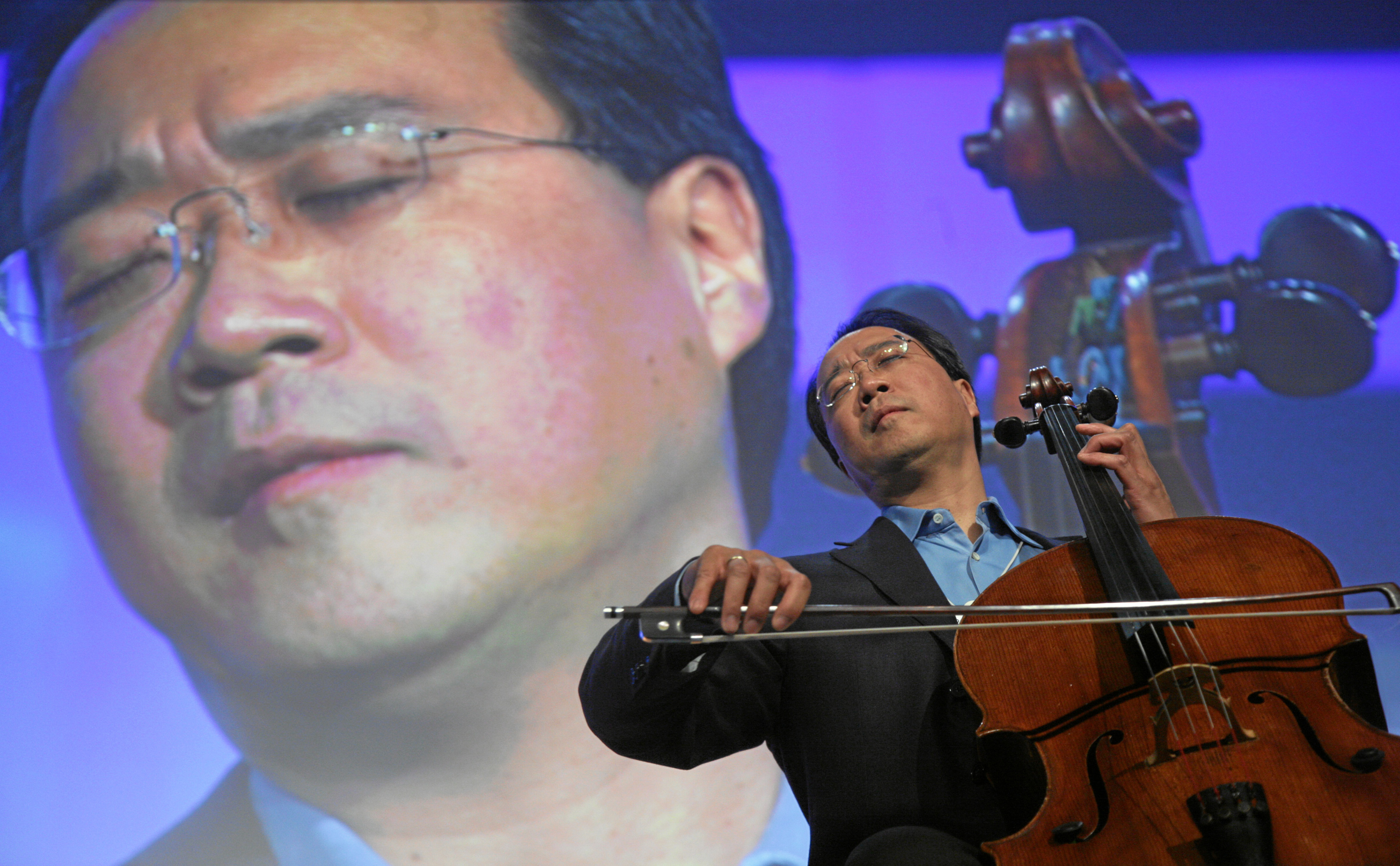
Йо-Йо Ма

Йо-Йо Ма (нар. 7 жовтня 1955, Париж) — американський віолончеліст китайського походження.

## Біографія
Ма народився в сім'ї китайських батьків-музикантів, співачки Марини Лу Явень (卢雅文) та диригента й композитора Ма Сяоцзюня (马孝骏). Сім'я переїхала в Нью-Йорк, коли Ма було сім років.
Ма почав грати на скрипці, альті і віолончелі в чотирирічному віці. У віці 5 років Ма вперше виступив перед публікою, а в семирічному віці з'явився на американському телебаченні в концерті під управлінням Леонарда Бернстайна. У п'ятнадцять років Ма закінчив школу і виступив як соліст з Гарвардським Оркестром Редкліфа у виконанні «Варіацій на тему рококо» Чайковського. Надалі Йо-Йо Ма вчився в Джульярдській школі, Колумбійському університеті, а потім і в Гарвардському університеті.
Втім, до цього часу виступу зі знаменитими оркестрами поступово забезпечили йому світову популярність. Позитивний відгук, зокрема, отримали його записи і виконання сюїт для віолончелі І. С. Баха, а також виконання камерної музики, особливо з піаністом Еммануелем Аксом, його близьким другом по Джульярдській школі.

## Подальше життя і кар'єра
У 1977 році Ма одружився зі своєю давньою подругою — альтисткою Джил Хорнор. У них двоє дітей, Ніколас і Емілі. Старша сестра Ма Юю, Ма Ючен (马 有 乘), також народилася в Парижі, скрипалька, одружена з гітаристом Майклом Дедапом з Нью-Йорка. Разом вони керують Товариством Дитячих Оркестрів (ТДВ) на Лонг-Айленді.
Зараз Ма грає у власному ансамблі (Silk Road Ensemble), метою якого є об'єднання музикантів з різних країн, які історично пов'язані навколо Великого Шовкового Шляху. Записи під маркою Sony Classical.
Основний концертний інструмент Ма — Доменіко Монтаньяна, віолончель венеціанської роботи 1733. Цей двухсотсемидесятилітній старовинний інструмент по імені Петунія, вартістю 2,5 мільйона доларів, був випадково забутий Ма в одному з Нью-Йоркських таксі, однак був згодом благополучно знайдений. Ма також грає на Страдіварівської віолончелі Давидова, яка раніше належала Жаклін Дю Пре і була передана Ма після її смерті Вюттоновскім музичним товариством. Дю Пре перш висловлювалася про «непередбачуваності» інструменту, але Ма схильний віднести це на рахунок імпульсивної манери її гри, хоча, додає він, потрібно «ніжно заспокоїти» Страдіварі перед виконанням. Інструмент налаштований виключно на манер бароко з тих пір як Ма грає на ньому. Ще у Ма є інструмент з вуглепластика, зроблений фірмою Луї і Кларк з Бостона.
В 1994 брав участь у записі саундтрека до фільму «Прах часів». В 1997 Ма був представлений в саундтреку до голлівудського фільму «Сім років у Тибеті» з Бредом Піттом, в 2000 — в саундтреку до фільму «Тигр, що підкрадається, дракон, що зачаївся». В 2005 брав участь у записі саундтреків до фільму «Мемуари гейші» на музику Джона Вільямса (віолончель, соло).
Донині продовжує радувати своїх шанувальників.
У 2022 грав на підтримку України біля російського посольства у Вашингтоні.

## Нагороди
- Національна медаль в галузі мистецтв (2001, США)
- Орден «Данакер» (2003, Киргизстан) — за великий внесок у популяризацію ідей Великого шовкового шляху
- Президентська медаль Свободи (2011, США) — за культурний внесок